# NGC 2000
في الفهرس العام الجديد NGC 2000 هو عنقود مفتوح يقع في كوكبة الجبل، في سحابة ماجلان الكبرى. تم اكتشافه من قبل جون هيرشل في 8 فبراير عام 1836 .

## وصلات خارجية
- NGC 2000 على موقع ويكي سكاي: DSS2, SDSS, GALEX, IRAS, Hydrogen α, X-Ray, Astrophoto, Sky Map, Articles and images